# Alma Nova
Alma Nova: quinzenário académico foi um jornal publicado em Lisboa, contando apenas com dois números editados, nos dias 2 e 17 de novembro de 1931, e cuja direção e administração foram levadas a cabo por Manuel Bernardes Benavente e a redação por A. Tavares de Carvalho e António Pinto de Magalhães.
Neste quinzenário académico está presente a ideia de renovação e mudança, percebendo-se o sentimento nacionalista existente em ambos números e o desejo de sintonia com os novos tempos do regime político português.